# Puy-Guillaume
Puy-Guillaume ist eine französische Gemeinde im Département Puy-de-Dôme in der Region Auvergne-Rhône-Alpes. Sie gehört zum Arrondissement Thiers und zum Kanton Maringues (bis 2015: Kanton Châteldon). Die Kommune hat 2.644 Einwohner (Stand: 1. Januar 2022), die Puy-Guillaumois genannt.

## Geographie
Puy-Guillaume liegt am Fluss Dore, in den hier die Credogne einmündet. Umgeben wird Puy-Guillaume von den Nachbargemeinden Ris im Norden, Châteldon im Osten und Nordosten, Saint-Victor-Montvianeix im Osten und Südosten, Paslières im Süden und Südosten, Charnat im Südwesten sowie Limons im Westen.
Durch die Gemeinde führt die frühere Route nationale 106 (heutige D906). 
Das Gemeindegebiet von Puy-Guillaume gehört teilweise zum Regionalen Naturpark Livradois-Forez.

## Bevölkerungsentwicklung
| Jahr                       | 1962 | 1968 | 1975 | 1982 | 1990 | 1999 | 2006 | 2011 |
| Einwohner                  | 2413 | 2420 | 2595 | 2707 | 2634 | 2624 | 2668 | 2612 |
| Quellen: Cassini und INSEE |      |      |      |      |      |      |      |      |

## Wirtschaft und Infrastruktur
Größter Industriebetrieb in der Gemeinde ist ein Werk des US-amerikanischen Glasherstellers Owens-Illinois, der dort Gläser für die Lebensmittelindustrie produziert.

## Sehenswürdigkeiten
- Ruinen des früheren Zisterzienserklosters Montpeyroux

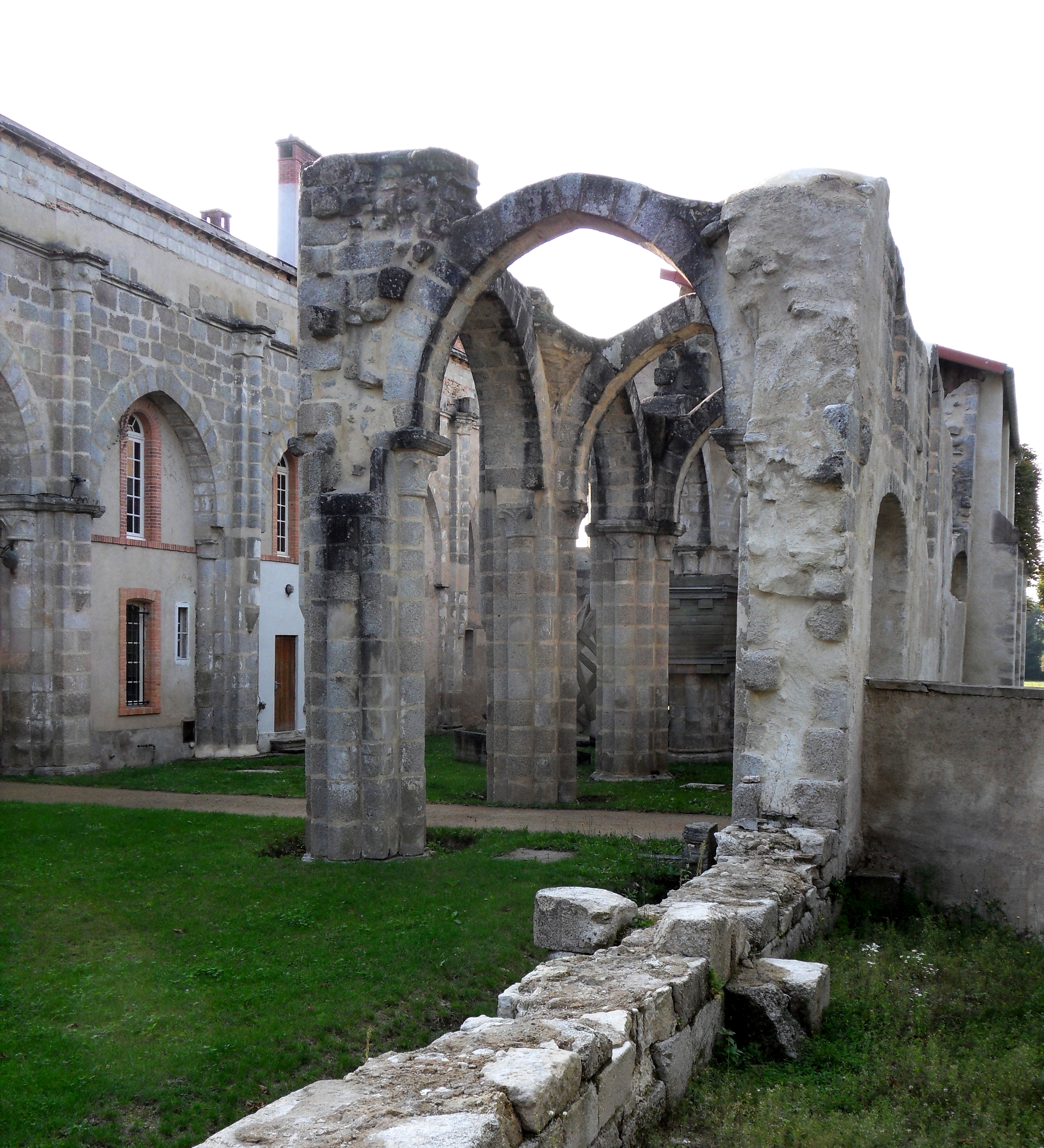
Ruinen des Klosters von Montpeyroux

- Schloss La Mothe
- Schloss Batisse
- Schloss Audinots

## Persönlichkeiten
- Michel Charasse (* 1941), Bürgermeister (1977–2010), Finanzminister (1992)